# Torre Reforma
A Torre Reforma egy felhőkarcoló Mexikóvárosban. 2016-os elkészültétől egy rövid ideig Mexikó legmagasabb épülete volt.

## Története
Az épületet az LBR&Arquitectos építésziroda munkatársa, Benjamín Romano tervezte. A 2009-ben kezdődő építés során a legnagyobb kihívás az volt, hogy mi legyen a tervezett felhőkarcoló alapozásához szükséges helyen található, 1929-ben vörös kőből épült neogótikus műemlékházzal. Ezt egy különleges technikával végül ideiglenesen (hat hét időtartamra) 18 méterrel északabbra helyezték (körbeásták, szerkezetét megerősítették, és 11 órás munkával odébbvontatták), egyben fel is újították. Ma szorosan hozzátartozik a toronyhoz.

## Leírás
A 246 méter magas, 57 szintes felhőkarcoló Mexikóváros Cuauhtémoc nevű kerületében, a Paseo de la Reforma út északi oldalán, a chapultepeci erdő keleti végének közelében emelkedik több másik hasonlóan magas épület, például a Torre Mayor és a Torre BBVA Bancomer társaságában. A benne található bérelhető irodák összterülete 45 000 m², valamint 5000 m²-nyi kereskedelmi hasznosítású területtel is rendelkezik. A hozzá tartozó földalatti és földfeletti parkolók száma 1012. Az utca felé néző része üveggel fedett, míg a másik kettő fala látszóbeton. Úgy tervezték, hogy akár egy 9-es erősségű földrengést is kibírjon. Energiarendszere igen takarékos: a helyiségek 90%-át természetes fénnyel világítják meg, négy szintenként pedig belső zöldfelületeket alakítottak ki. Az épületben keletkező szennyvizet és az esővizet egy föld alatti tárolóban gyűjtik, majd újrahasznosítják.

## Képek

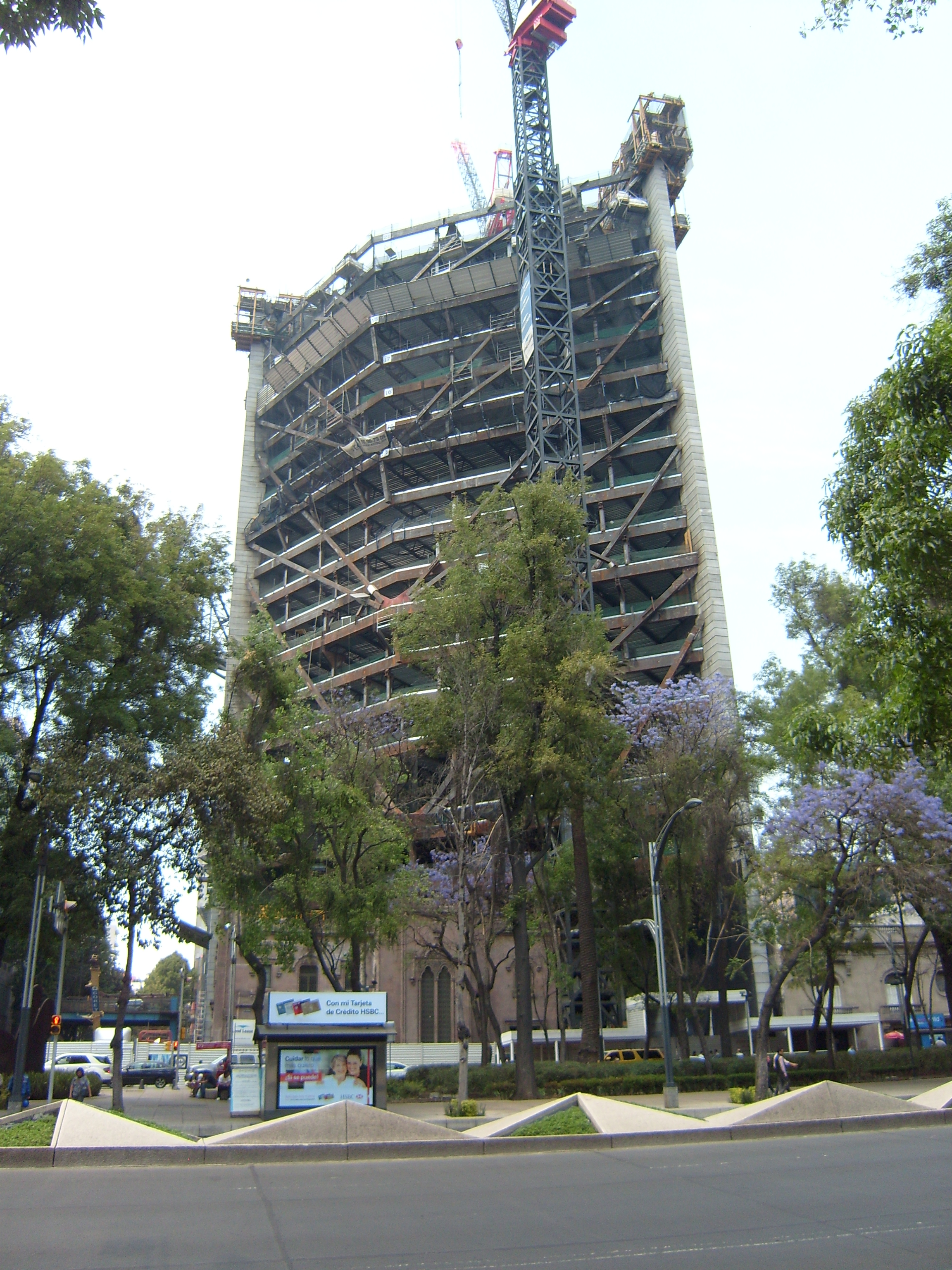
Az építkezés 2014-ben
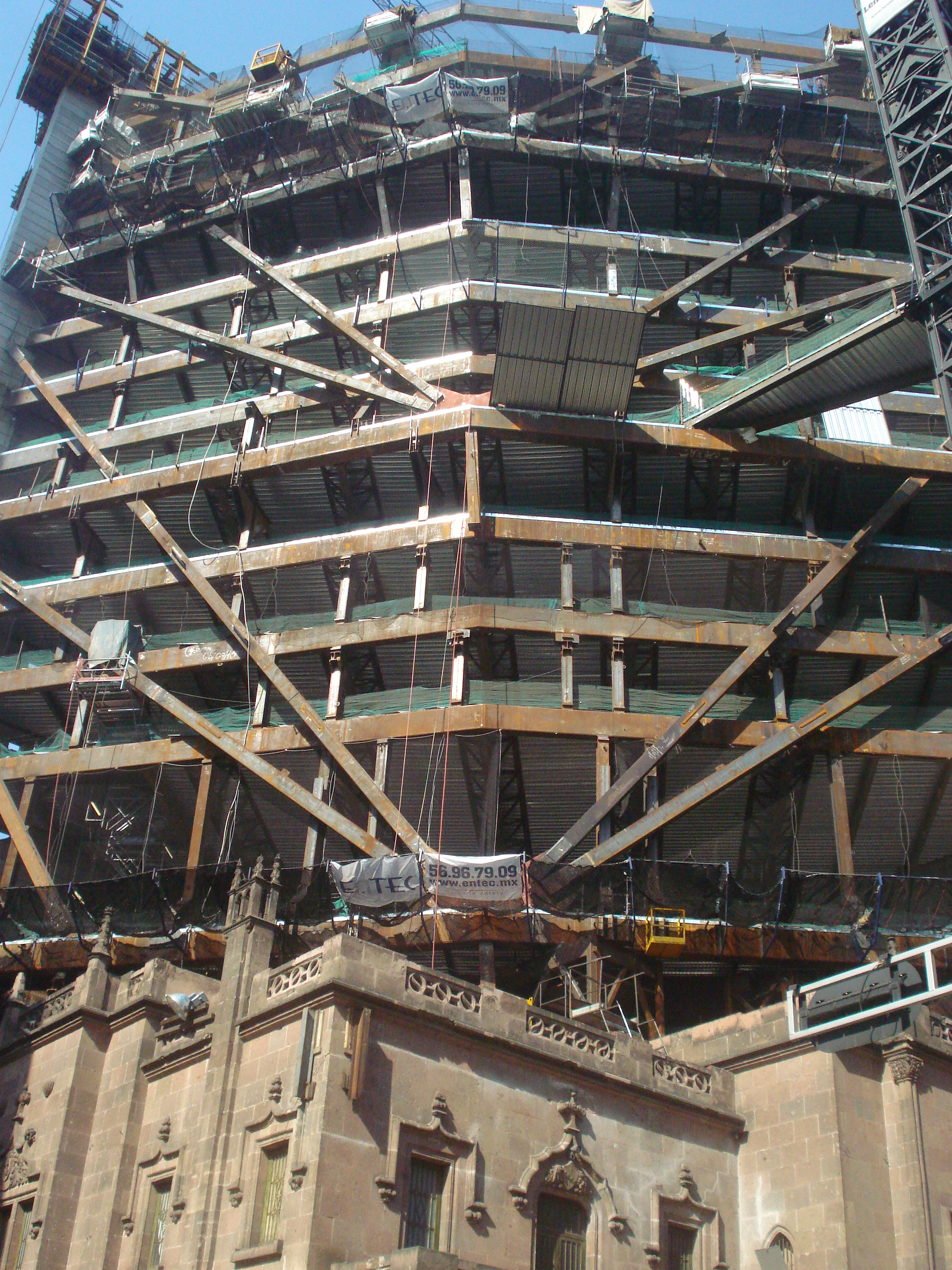
Részlet az építkezésről
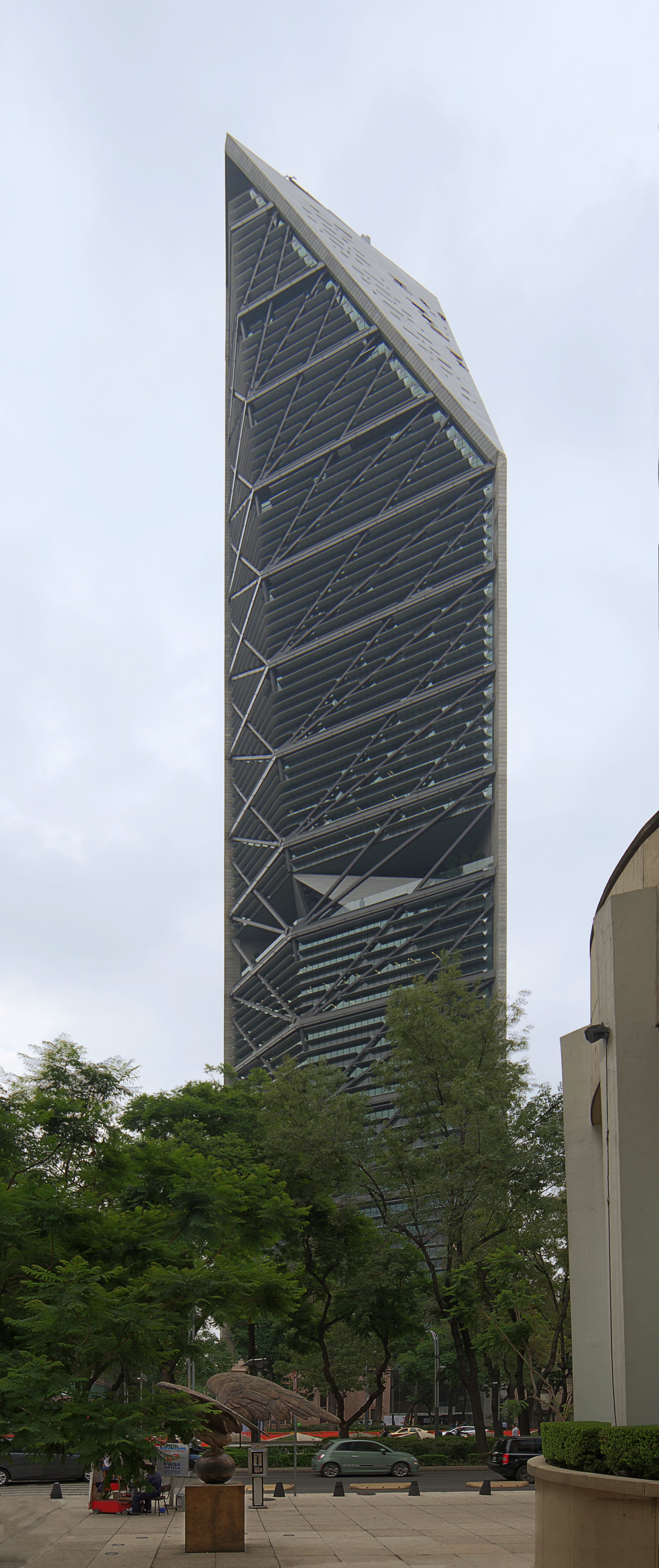
Az épület
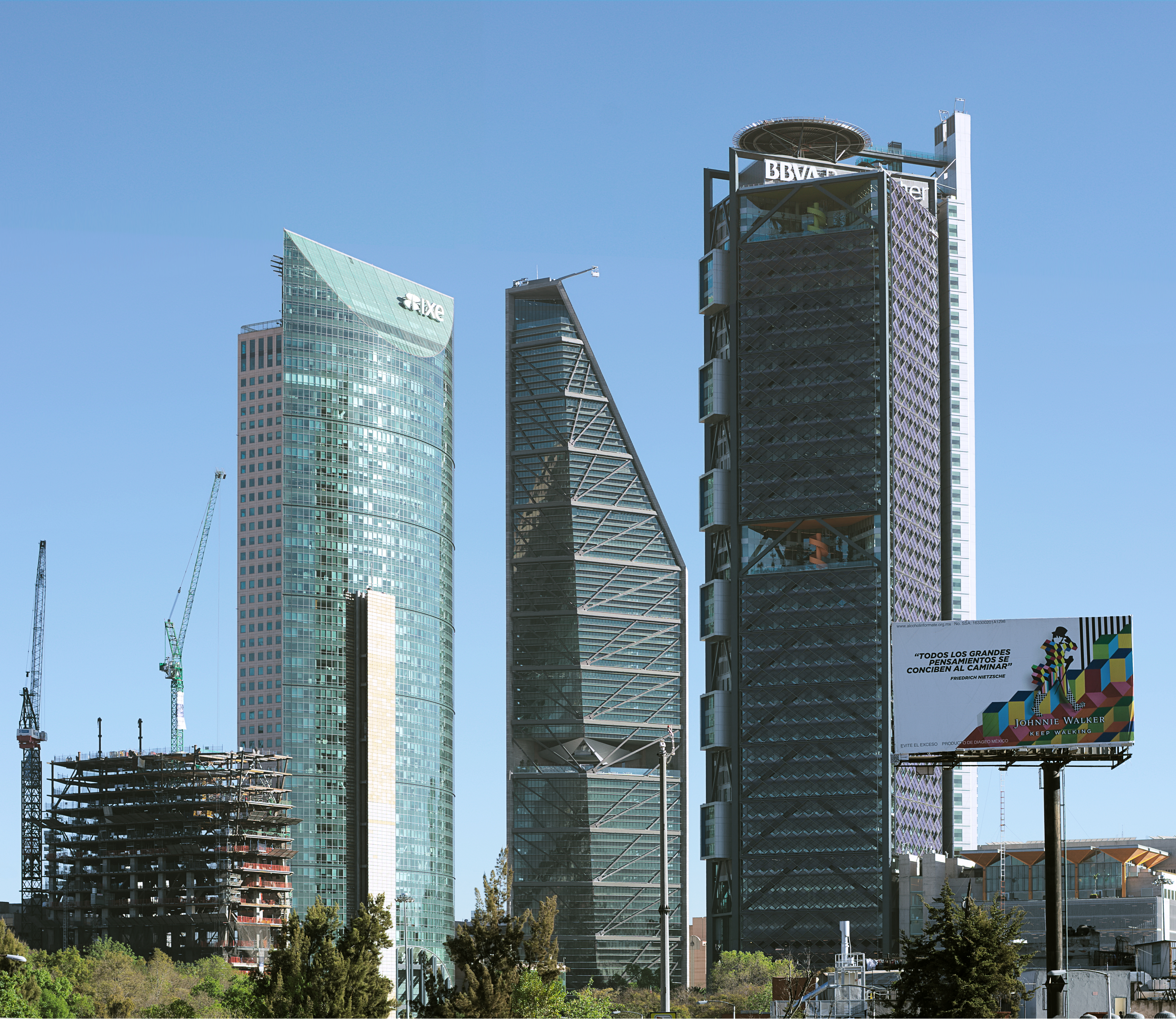
A Torre Mayor, a Torre Reforma és a Torre BBVA Bancomer